# Byhleguhre-Byhlen
Byhleguhre-Byhlen là một đô thị thuộc huyện Dahme-Spreewald, bang Brandenburg, Đức. Đô thị Byhleguhre-Byhlen có diện tích 35,46 km², dân số thời điểm 31 tháng 12 năm 2006 là 845 người.